# Артавазд III
Артавазд III (арм. Արտավազդ Գ)  — царь Великой Армении с 5 по 2 год до н. э. Сын Артавазда II. Получил образование в Риме, где его научили римской культуре, истории и т. д.
Из за антиримской политики и независимого поведения Тиграна IV император Римской Империи Октавиан Август решил убрать с трона Тиграна IV а вместо него на армянский трон взошёл Артавазд III. Он ввёл Римскую политику, нарушил права армян и высшей армянской знати и жречеству это не понравилось. В 2 г. до н. э. после переворота в Армении Артавазда убирают с трона, а Тигран IV и Эрато становятся армянскими царями.